# Lycorea ceres
Lycorea ceres är en fjärilsart som beskrevs av Pieter Cramer 1776. Lycorea ceres ingår i släktet Lycorea och familjen praktfjärilar. Inga underarter finns listade i Catalogue of Life.